# Камерон (Західна Вірджинія)
Камерон (англ. Cameron) — місто (англ. city) в США, в окрузі Маршалл штату Західна Вірджинія. Населення — 861 особа (2020).

## Географія
Камерон розташований за координатами 39°49′50″ пн. ш. 80°34′11″ зх. д. / 39.83056° пн. ш. 80.56972° зх. д. (39.830432, -80.569846).  За даними Бюро перепису населення США в 2010 році місто мало площу 2,26 км², з яких 2,22 км² — суходіл та 0,03 км² — водойми.

## Демографія
Згідно з переписом 2010 року, у місті мешкало 946 осіб у 400 домогосподарствах у складі 258 родин. Густота населення становила 419 осіб/км².  Було 542 помешкання (240/км²).
Расовий склад населення:
| - 98,6 % — білих - 0,4 % — азіатів - 0,2 % — чорних або афроамериканців |

До двох чи більше рас належало 0,7 %. Частка іспаномовних становила 0,6 % від усіх жителів.
За віковим діапазоном населення розподілялося таким чином: 24,4 % — особи молодші 18 років, 59,5 % — особи у віці 18—64 років, 16,1 % — особи у віці 65 років та старші. Медіана віку мешканця становила 39,4 року. На 100 осіб жіночої статі у місті припадало 87,7 чоловіків;  на 100 жінок у віці від 18 років та старших — 85,7 чоловіків також старших 18 років.
Середній дохід на одне домашнє господарство  становив 43 387 доларів США (медіана — 31 250), а середній дохід на одну сім'ю — 48 342 долари (медіана — 35 357). За межею бідності перебувало 25,3 % осіб, у тому числі 29,2 % дітей у віці до 18 років та 6,3 % осіб у віці 65 років та старших.
Цивільне працевлаштоване населення становило 333 особи. Основні галузі зайнятості: освіта, охорона здоров'я та соціальна допомога — 18,3 %, роздрібна торгівля — 15,6 %, сільське господарство, лісництво, риболовля — 12,9 %.